# Kostel svaté Markéty (Měnín)
Kostel svaté Markéty je římskokatolický chrám v obci Měnín v okrese Brno-venkov. Je chráněn jako kulturní památka České republiky. Je farním kostelem měnínské farnosti.

## Historie
Jednolodní měnínský kostel s polygonálně ukončeným kněžištěm byl postaven v gotickém slohu ve třetí čtvrtině 13. století. K úpravám chrámu došlo zřejmě v první čtvrtině 15. století, kdy byla u presbytáře vybudována kaple nebo sakristie s kostnicí, věž byla postavena kolem roku 1500. Po roce 1763 byl kostel barokně rekonstruován podle projektu Františka Antonína Grimma, mimo jiné byla zbořena kaple/sakristie a také věž byla upravena dostavbou zděného zvonicového patra, které nahradilo patro dřevěné. Současná sakristie byla ke kněžišti přistavěna zřejmě v 80. letech 19. století.
U kostela se nachází hřbitov.